# Egernia luctuosa
Egernia luctuosa är en ödleart som beskrevs av  Peters 1866. Egernia luctuosa ingår i släktet Egernia och familjen skinkar. Inga underarter finns listade i Catalogue of Life.